# Alphas (série télévisée)
Pour les articles homonymes, voir Alpha (homonymie).
Alphas est une série télévisée américaine en 25 épisodes de 42 minutes créée par Michael Karnow et Zak Penn, diffusée simultanément entre le 11 juillet 2011 et le 22 octobre 2012 sur Syfy aux États-Unis et sur Space au Canada.
En France, la série est diffusée depuis le 21 février 2012 sur Syfy Universal ainsi qu'à partir du 3 janvier 2014 sur NRJ 12 et au Québec, depuis le 1er octobre 2012 sur AddikTV.

## Synopsis
Des individus avec des capacités neurologiques hors du commun, les Alphas, sont recrutés par une section secrète du gouvernement, le DCIS (« Defense Crime Investigative Service », soit littéralement « Service d'Enquêtes Criminelles de la Défense ») afin d'œuvrer pour le bien-être de la société et arrêter les Alphas mal intentionnés…
Leur principal ennemi est le groupe terroriste « Red Flag », (« Drapeau rouge » en version francophone) qui milite pour la reconnaissance et l'indépendance des Alphas. Ils utilisent le meurtre et les assassinats pour arriver à leurs fins.

## Distribution

### Acteurs principaux
- David Strathairn (VF : Hervé Bellon) : Dr Lee Rosen
- Ryan Cartwright (VF : Jérôme Berthoud) : Gary Bell
- Warren Christie (VF : Franck Monsigny) : Cameron Hicks
- Azita Ghanizada (en) (VF : Audrey Sablé) : Rachel Pirzad
- Laura Mennell (VF : Hélène Bizot) : Nina Theroux
- Malik Yoba (VF : Jean-Paul Pitolin) : Bill Harken
- Erin Way (en) (VF : Aurélie Nollet) : Kat (principale saison 2)

### Acteurs récurrents
- Callum Keith Rennie (VF : Guillaume Orsat) : agent spécial du FBI Don Wilson (saison 1)
- Mahershala Ali (VF : Gilles Morvan) : Nathan Clay
- Valerie Cruz (VF : Armelle Gallaud) : Kathy Sullivan
- Kathleen Gati (en) (VF : Martine Irzenski) : Zahra Pirzad
- Rachael Crawford (VF : Isabelle Leprince) : Jeannie Harken
- Jane Moffat (VF : Valérie Even) : Sandra Bell
- John Pyper-Ferguson (VF : Éric Legrand) : Stanton Parish
- Liane Balaban (VF : Audrey Botbol) : Anna Levy
- Kathleen Munroe (VF : Ingrid Donnadieu) : Danielle Rosen
- Summer Glau (VF : Léa Gabrièle) : Skylar Adams
- Elias Toufexis (VF : Sam Salhi) : Cornell Scipio (saison 2)
- Steve Byers (VF : Valéry Schatz) : John Bennett (saison 2)
- Lauren Holly (VF : Élisabeth Wiener) : la sénatrice Charlotte Burton (saison 2)
- Jameson Kraemer (VF : Marc Lamigeon) : Jeff « Dumpy » Kowalka (saison 2)
Version française
Société de doublage : Mediadub International[5],[6]
Direction artistique : Catherine Le Lann[6]
Adaptation des dialogues : Christophe Sagniez et Sophie Désir[6]

 Source et légende : version française (VF) sur RS Doublage et Doublage Séries Database

## Production

### Développement
Le projet a débuté en septembre 2007 sous le titre Section 8, présenté au réseau ABC qui s'est engagé à commander six épisodes pour une possible diffusion à la mi-saison avec la série Lost : Les Disparus. La série était en pré-production mais la grève de la Writers Guild of America de 2007 survenue en novembre 2007 a altéré les plans. Après la grève, un différend entre les producteurs et ABC concernant les éléments d'effets spéciaux a résulté qu'ABC a abandonné le projet. Le projet a été re-développé et présenté à la chaîne Syfy.
Le 5 août 2009, la chaîne a commandé un pilote pour le projet. Michael Karnow et Zak Penn ont écrit le scénario et Jack Bender était à la réalisation. Gail Berman et Lloyd Braun (en) ont été les producteurs exécutifs tout au long de la série.
Après un lancement concluant du pilote, le 8 décembre 2010, Syfy a annoncé la commande de la série pour douze épisodes avec une diffusion en été 2011.
Le 16 janvier 2013, Syfy a annulé la série,.

### Attribution des rôles
Les rôles principaux ont été distribués dans cet ordre : Ryan Cartwright, David Strathairn, Warren Christie, Malik Yoba et Laura Mennell, Azita Ghanizada (en).
Le 30 mars 2012, Erin Way (en) a rejoint la distribution principale pour la deuxième saison.
Pour les rôles récurrents, en août 2011, deux acteurs supplémentaires ont été choisis. Il s'agit de l'actrice Summer Glau (vu dans Terminator : Les Chroniques de Sarah Connor) et l'acteur Garret Dillahunt (vu aussi dans Terminator : Les Chroniques de Sarah Connor, Raising Hope).
Six acteurs, Sean Astin, C. Thomas Howell, Lauren Holly, Steve Byers, Kandyse McClure et Noah Reid, vont apparaître le temps d'un épisode lors de la deuxième saison mais aussi John Pyper-Ferguson, Kathleen Munroe et Summer Glau reprendront les rôles qu'ils ont interprété lors de la première saison.

### Tournage
Le tournage de l'épisode pilote s'est effectué près de Toronto, au Canada.

### Fiche technique
- Titre original et français : Alphas
- Création : Michael Karnow et Zak Penn
- Réalisation : Jack Bender (pilote), Nick Copus
- Scénario : Michael Karnow, Zak Penn, Ira Stevens Behr et Robert Hewitt Wolfe
- Direction artistique : Sean Breaugh et Mark Steel
- Décors : Ingrid Jurek
- Costumes : Susie Coulthard et Abram Waterhouse
- Photographie : David Perrault
- Montage : Jon Koslowsky, Steve Polivka, Scott Boyd, John Ganem et Anthony Miller
- Musique : Edward Rogers
- Casting : Jeanie Bacharach et Gillian O'Neill
- Production : Michael Karnow, Gail Berman, Lloyd Braun (en), Nick Coopus, Julie Siege, Peter Chomsky (coproducteur)
  - Producteurs exécutifs : Gail Berman, Gene Stein, Ira Steven Behr (en), Jack Bender, Lloyd Braun, Zak Penn, Robert Hewitt Wolfe
- Sociétés de production : Universal Cable Productions et BermanBraun
- Sociétés de distribution : Syfy (États-Unis et Royaume-Uni) ; Space (Canada)
- Pays d'origine :  États-Unis
- Langue originale : anglais
- Format : couleur - 35 mm - 1,78:1 - son stéréo
- Genre : science-fiction, action
- Durée : 42 minutes

 Sauf indication contraire, les informations mentionnées dans cette section peuvent être confirmées par la base de données cinématographiques IMDb,  présente dans la section « Liens externes ».

### Diffusion internationale
- En version originale
 États-Unis /  Canada : simultanément depuis le 11 juillet 2011 sur Syfy et sur Space
 Royaume-Uni : depuis le 18 octobre 2011 sur Syfy Royaume-Uni
 Australie : depuis le 3 février 2012 sur Sci Fi Channel Australia et en 2012 sur Seven Network
En version française
 France : depuis le 21 février 2012 sur Syfy Universal[2], et depuis le 8 janvier 2014 sur NRJ 12[21]
 Québec : depuis le 1er octobre 2012 sur AddikTV[4]

## Épisodes

### Première saison (2011)
La première saison a été diffusée du 11 juillet au 26 septembre 2011 sur Syfy, aux États-Unis.
1. L’Heure de tuer, première partie (Pilot [1/2])
2. L’Heure de tuer, deuxième partie (Pilot [2/2])
3. De cause à effet (Cause and Effect)
4. Folie furieuse (Anger Management)
5. La Pierre de Rosette (Rosetta)
6. En manque d’amour (Never Let Me Go)
7. Bill et Gary, agents très spéciaux (Bill and Gary's Excellent Adventure)
8. Skylar (Catch and Release)
9. Dans la lumière (A Short Time in Paradise)
10. Angle mort (Blind Spot)
11. L’ennemi est parmi nous (The Unusual Suspects)
12. Péchés originels (Original Sin)

Note : Lors de la diffusion francophone l'épisode pilote a été découpé et diffusé en deux parties.

### Deuxième saison (2012)
Le 7 septembre 2011, la chaîne américaine a renouvelé la série pour une deuxième saison de treize épisodes diffusée du 23 juillet au 22 octobre 2012 sur Syfy, aux États-Unis.
1. Le Réveil (Wake-Up Call)
2. Le Vif et le Mort (The Quick and the Dead)
3. Dans l'arène (Alpha Dogs)
4. Sous influence (When Push Comes to Shove)
5. Hantises (Gaslight)
6. Alphaville (Alphaville)
7. Dieux et Démons (Gods and Monsters)
8. Le Grand Saut (Falling)
9. Enfer voltaïque (The Devil Will Drag You Under)
10. La Vie après la mort (Life After Death)
11. Mémoire cache (If Memory Serves)
12. La fin justifie les moyens (I Need to Know)
13. 20 h 18, gare centrale (God's Eye)

## Univers de la série

### Les personnages

#### Personnages principaux
Dr Lee Rosen
C'est un professeur distrait et excentrique. Il est le noyau central de l'équipe. C'est le médecin qui a découvert cette nouvelle capacité que possèdent certains êtres humains (nommés les Alphas). Il est le seul membre de l'équipe à ne pas être un Alpha bien que doté d’étonnantes connaissances en médecine et biologie, il est aussi le psychiatre de l'équipe.
Les Alphas
Gary Bell
C'est un jeune homme autiste, capable de voir et d’interagir avec toutes les transmissions par ondes électromagnétiques (téléphone, radio, télévision), excepté celles générées par les Nokia dont le protocole est différent (épisode 1). Il vit avec sa mère qui était son seul contact humain avant son intégration dans l'équipe.
Cameron Hicks
C'est un ancien marine et joueur de baseball mal à l'aise avec toute forme d'autorité. Sa capacité est l'hyperkinésie (ce qui désigne, dans le langage médical, un mouvement involontaire de nature non épileptique, un spasme musculaire incontrôlé) : il est capable de lancer un objet avec une trajectoire parfaite. Son stress et son manque de confiance en lui interfèrent avec son don. Il a été recruté par Rosen après avoir tué un homme alors qu'il était sous l’emprise d'un autre Alpha. C'est le dernier membre à rejoindre l'équipe et le seul avec Bill à posséder une arme.
Rachel Pirzad
C'est une jeune femme capable d'hyper-intensifier l'un de ses sens, tout en diminuant les autres. Elle peut 'voir' la plus petite particule, les odeurs, entendre les sons infimes ou très éloignés, mais cette concentration l'isole du monde environnant. Avant de rejoindre l'équipe, elle était très renfermée sur elle-même, ses parents ne comprenant pas ses difficultés.
Nina Theroux
C'est une jeune femme intelligente ayant la capacité d'imposer une pensée à une personne en lui parlant, l'hyper induction. Elle peut donc faire faire tout ce qu'elle désire à une personne. Mais cette capacité ne fonctionne pas sur tout le monde, elle dépend de la constitution d'une zone dans le cerveau, de plus sa capacité peut être stoppée par une simple paire de lunettes de soleil. Elle a commencé par suivre la thérapie de Rosen après avoir involontairement poussé son ancien petit-ami à se suicider.
Bill Harken
C'est un ancien agent du FBI, il est capable d’élever son taux d'adrénaline à une très forte intensité, ce qui lui donne une force et/ou une vitesse surhumaine, voire une insensibilité à la douleur. Néanmoins, cette élévation ne dure pas longtemps, et il en sort généralement très affaibli. Il a rejoint l'équipe après avoir été suspendu du FBI. À la suite de sa mise à pied pour avoir cassé la clavicule d'un collègue (lors d'une élévation incontrôlée), il vit très mal son éviction du Bureau. Il a toujours le droit de porter sa plaque d'agent du FBI et une arme.

#### Personnages récurrents
Don Wilson
C'est l'agent du FBI qui fait appel au Dr Lee Rosen lorsqu'il soupçonne qu'un cas implique la présence d'un Alpha, déjà connu ou non. Il n'aime pas les Alphas, mais il est néanmoins obligé de faire intervenir l'équipe de Rosen, composée d’Alphas. Il est tué lors d'une bagarre générale déclenchée par un Alpha et est remplacé par Kathy Sullivan.
Nathan Clay
C'est le chef de l'unité tactique du DOD basé à la clinique de Binghampton dont il assure la sécurité. C'est aussi l'équipe tactique qui se charge des Alphas rebelles, et ce de manière plus brutale que Rosen.
Kathy Sullivan
Elle seconde, puis prend la suite de Don Wilson. Elle fait le lien entre Rosen et le DOD.

#### Personnages secondaires
Note : personnages importants apparus le temps d'un épisode ou plus.
Dr Vanessa Calder
C'est une docteur de Warehouse 13 qui est venue aider.
Anna
Jeune autiste, elle est découverte alors que l'équipe pensait démasquer le leader de Red Flag. C'est une Alpha ayant la capacité de comprendre toutes les langues existantes. Ne pouvant pas parler, elle communique par l’intermédiaire de sons qui forment un langage que Gary arrive à interpréter. Il s’avère que bien qu'elle apparaisse diminuée, elle pourrait être le chef de Red Flag.
Sara Nelson
Agent de police qui trahit son service, en commanditant l'enlèvement de la fille du gouverneur Collier, Lisa Collier, dans l'épisode 6. N'est pas une alpha.
James Collier
Gouverneur, homme puissant en somme, qui pourrait dans le futur et à la suite d'un service rendu, aider Bill à réintégrer le FBI. N'est pas un alpha.
Skylar Adams
Alpha ayant fait partie des premiers patients de Rosen, contrairement aux autres anciens patients, elle vit en indépendance. Elle possède un pouvoir comparable à celui du mutant X-Men Forge : pouvoir de création intuitif. C'est-à-dire qu'il lui suffit de penser à une machine pour pouvoir la concevoir.
Jonas Englin
Alpha et leader d'une secte, il se sert de son pouvoir pour recruter de nouveaux membres. Ces derniers ressentent une joie sans limite après avoir vu la « lumière » que produit Jonas. Néanmoins, tous ses membres finissent par mourir quelques jours / semaines après leur illumination.
Griffin
Alpha et tueuse à gages. Son pouvoir lui permet d'être invisible à l'œil humain. La lumière ne lui passe pas au travers, elle se déplace dans l'angle mort de chaque personne. Elle peut être vue par les caméras de sécurité. Même l'organisation Red Flag n'approuve pas son comportement, c'est-à-dire se vendre au plus offrant.
Dr Gordon Kern
Alpha et membre de Red Flag. C'est un gynécologue-obstétricien. Bien que ses nerfs optiques ne soient pas reliés à ses yeux, il voit par l'intermédiaire d'un système sonar, comme les chauves-souris et les dauphins. Il peut aussi émettre de très fortes vibrations (un peu comme le mutant X-Men Le Hurleur).

### Les capacités
- Transduction, Interaction avec les ondes électromagnétiques
Cela permet de voir et d’interagir avec toutes les transmissions d'ondes électromagnétiques.
Hyperkinésie, surdéveloppement de l'action visuospatial.
Cela permet de contrôler à la perfection ses actions et avoir l'effet escompté.
Synesthésie, Hyper-intensification des sens
Cela ne peut s'effectuer que par un des sens à la fois car les autres s'en retrouvent diminués.
Hyper-induction
Cela permet d'induire à grandes quantités des pensées à une autre personne.
Intensifier son taux d'adrénaline
Cela donne une force et / ou une vitesse surhumaine, voire une insensibilité à la douleur.
Compréhension surdéveloppée
La personne peut comprendre toutes les langues existantes sans même les avoir apprises.
Création intuitive
Cela permet de créer avec pour seul élément, son intuition.
Augmentation de plénitude
La personne est capable de ressentir une joie sans limite après avoir vu la « lumière ».
Déplacement dans l'angle mort
La personne peut se déplacer dans l'angle mort de chaque personne sans y être vu.
Vue sonique
Cela permet de voir comme un sonar et d'émettre de très fortes vibrations.

## Accueil

### Audience

#### Aux États-Unis
Le premier épisode parvient à réunir 2,5 millions de téléspectateurs sur Syfy. Mais le dernier épisode de la seconde saison n'en attire plus qu'un million, précipitant l'abandon de la série, annoncé le 16 janvier 2013.

#### En France
Le mercredi 8 janvier 2014, la série est lancée sur NRJ 12 avec 750 000 téléspectateurs et 2,8 % de part de marché. La série enregistre d'excellentes audiences pour la chaîne de la TNT avec des pics d'audiences à 850 000 téléspectateurs.

## DVD (France)
- L'intégrale de la saison 1 est sortie chez Universal le 28 août 2012 dans un coffret 4 DVD. L'image est au ratio 1.78.1 en anglais et français 5.1 avec sous-titres anglais et français. En bonus des scènes coupées et des featurettes sur les coulisses. (ASIN B0083HM87A).
- L'intégrale de la saison 2 est sortie chez Universal le 24 septembre 2013 dans un coffret 4 DVD. L'image est au ratio 1.78.1 en anglais et français 5.1 avec sous-titres anglais et français. En bonus des scènes coupées et un bêtisier. (ASIN B00DGCFZ2M).